# テオドール・グヴィ
ルイ・テオドール・グヴィ（Louis Théodore Gouvy, 1819年7月3日 - 1898年4月21日）は、19世紀フランスの作曲家。いくつかの宗教曲の大作のほか、数多くの器楽曲を遺している。

## 生涯と評価
ロレーヌのゴフォンテーヌ（現ドイツ領のザールブリュッケン）にフランス人の父とドイツ人の母との間に生まれた。
ゴフォンテーヌ（ザールブリュッケン）は、歴史的にドイツとフランスの係争地帯であるザール地方にあり、生まれた時にはナポレオンの敗退によって同地がすでにプロイセン王国に支配されていた。このためグヴィは、フランスの市民権を獲得することができず、パリ音楽院に進学することも叶わなかった。音楽は、ベルリンやライプツィヒなどで個人的に学んだといわれる。フランス国籍は32歳のとき取得した。
グヴィは、フランスとドイツの二つの文化に引き裂かれた人物であり、その着想や作風・表現力はその二つに影響されている。存命中はそれなりに認められていたにもかかわらず、ドイツに客死すると忘れられていった。
エクトル・ベルリオーズは、1851年4月13日付の『ジュルナル・デ・デバ』誌において、グヴィとその作品の重要性がパリで理解されていないことは、まことに嘆かわしい限りであると訴えた。ベルリオーズの好意的な評価にもかかわらず、大きな変化はその後も起こらず、グヴィは20世紀の末まで忘れられたままだった。グヴィの《レクイエム》がロレーヌで再発見され、精悍な楽章「怒りの日」によって一躍その他のグヴィ作品が脚光を浴びたのは、1994年のことである。

## 作品
200曲以上の作品数があり、存命中に作品番号つきの90曲が出版されたが、今なおほとんどが無視されたままである。7つの交響曲を含む24の管弦楽曲も作曲しているが、室内楽曲が作品の大半を占めている。おおよその内訳は以下のとおりである。
- 交響曲
  - 交響曲第1番変ホ長調　作品9
  - 交響曲第2番ヘ長調（フランス語版）作品12
  - 交響曲第3番ハ長調　作品20
  - 交響曲第4番ニ短調（フランス語版）作品25
  - 交響曲第5番変ロ長調　作品30
  - 交響曲第6番ト長調（フランス語版）作品87　
  - 短い交響曲 ( Syphonie breve )作品58
  - シンフォニエッタ　作品80
- 室内楽曲
  - 二重奏ソナタ（4曲）
  - 三重奏曲（4曲）
  - 四重奏曲（11曲）
  - 五重奏曲（7曲）
  - 管楽合奏用の作品
- ピアノ曲（厖大な数にのぼる）
  - 2手用
  - 連弾用
  - 2台用
- 声楽曲
  - 宗教曲
    - レクイエム
    - スターバト・マーテル
    - 小ミサ曲
    - 宗教的カンタータ《ゴルゴタの丘 Golgotha》

  - 芸術歌曲（フランス語とドイツ語による、多数）
  - 劇的カンタータ
    - Aslega
    - Œdipe à Colone
    - Iphigénie en Tauride
    - Électre
    - Polyxène
- オペラ
  - Le Cid
  - Mateo Falcone